# Campillo de Azaba
Campillo de Azaba település Spanyolországban, Salamanca tartományban. Campillo de Azaba El Bodón, Ituero de Azaba, Espeja és Carpio de Azaba községekkel határos. Lakosainak száma 142 fő (2024).

## Népesség
A település népessége az elmúlt években az alábbi módon változott:
| Lakosok száma | 260  | 249  | 215  | 199  | 187  | 180  | 162  | 159  | 146  | 142  |
|               | 2001 | 2004 | 2007 | 2009 | 2012 | 2014 | 2017 | 2019 | 2022 | 2024 |